# Pándi Gábor
Pándi Gábor (Nagybánya, 1949. szeptember 16. –) erdélyi magyar hidrológus.

## Életútja
Középiskoláit szülővárosában, az Elméleti Reál Líceumban végezte (1967), majd a Babeș-Bolyai Egyetemen a Biológia-Geológia-Földrajz Karon szerzett diplomát (1972), s a bukaresti Építészeti Főiskola hidrotechnikai szakán (1978-79) hidrológiai szakképesítést. 1972-80 között a máramarosszigeti Hidrológiai Állomás vezetője, 1981-90 között a kolozsvári Vízügyi Igazgatóság hidrológusa, 1991-94 között hidrológiai osztályának vezetője; 1994 óta a kolozsvári Babeș-Bolyai Egyetem Földrajz Karán adjunktus, majd docens, a földrajztudományok doktora.

## Munkássága
Első tudományos szakdolgozatát 1984-ben a dunai országok XII. kongresszusának előadásait tartalmazó, Pozsonyban kiadott kötetben közölte. További tanulmányai a bukaresti Hidrotehnica 1986-os és 1987-es kötetében (az olvadási vizek hő- és mechanikai energiájáról, illetve az olvadó hó víztartalékainak operatív kiszámításáról), a Felső-Tiszai Vízügyi Igazgatóság által 1992-ben kiadott tanulmánykötetben (a Kraszna vízgyűjtő medencéjében kimutatható vízépítési műtárgyakkal összefüggő vízrajzi tevékenységről) jelentek meg. Újvári Józseffel közös angol nyelvű szaktanulmányát a Studia Universitatis Babeș-Bolyai (1987), Victor Sorocovschival közös tanulmányát az Magyar Hidrológiai Társaság 1994-ben Egerben kiadott tanulmánykötete tartalmazza. További szaktanulmányai jelentek meg a Studii de Hidrologie című bukaresti és a Víztükör című budapesti szaklapokban is.
Kutatási területe és doktori értekezésének témája az erózió-hordalékszállítás szisztematikája és energetikája.